# Ђаво у плавој хаљини
Ђаво у плавој хаљини је филм из 1995. који је режирао Карл Френклин, а у главним улогама су: Дензел Вошингтон, Том Сајзмор, Тери Кини, Џенифер Билс и Дон Чидл.

## Улоге
| Глумац               | Улога            |
| -------------------- | ---------------- |
| Дензел Вошингтон     | Изи Ролинс       |
| Том Сајзмор          | Девит Олбрајт    |
| Џенифер Билс         | Дафни Монет      |
| Дон Чидл             | Маус Александер  |
| Мори Чејкин          | Метју Терел      |
| Тери Кини            | Тод Картер       |
| Мел Винклер          | Џопи             |
| Алберт Хол           | Деган Одел       |
| Лиса Никол Карсон    | Корета Џејмс     |
| Џернард Беркс        | Дупри Браучард   |
| Дејвид Волос-Фонтено | Џуниор Форнеј    |
| Џон Розелијус        | детектив Мејсон  |
| Бо Стар              | детектив Џек Мил |
| Стивен Рандазо       | Бени Џијакомо    |
| Скот Линколн         | Ричард Макги     |
| Л. Скот Колдвел      | Хати Меј Парсонс |
| Бари Шабака Хенли    | дрвосеча         |

## Зарада
Филм је у САД зарадио 16.140.822 $.